# Strada Doamnei
El carrer strada Doamnei es troba al centre històric de Bucarest, sector 3. El carrer comença des de Calea Victoriei i acaba al bulevard Ion C. Brătianu. Abans s'havia arribat a dir Strada Paris. En aquest carrer hi ha ni més ni menys que 16 monuments històrics i és així un dels carrers més rics de Bucarest.

## Galeria d'imatges

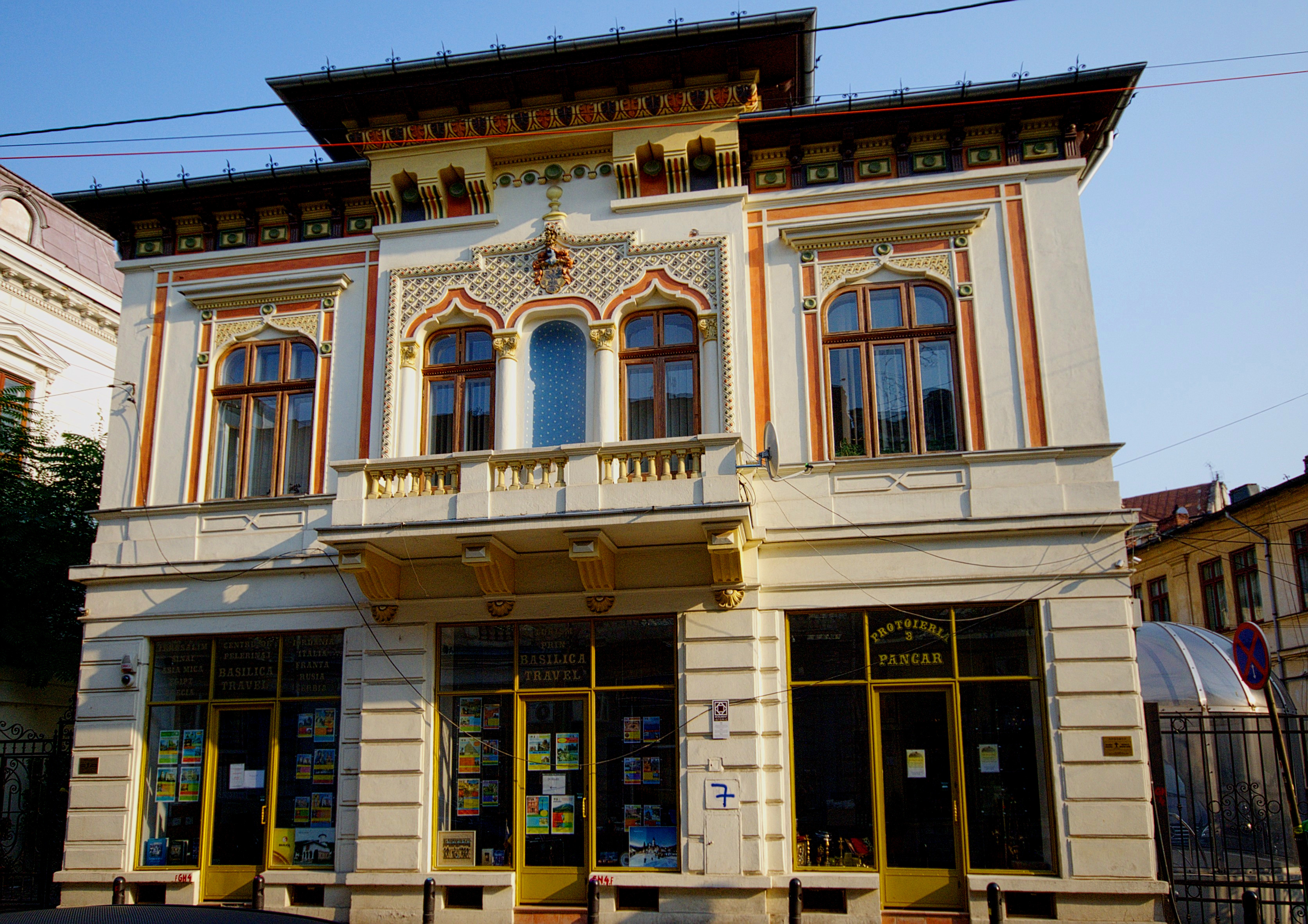
Casa parohială, Ansamblul Bisericii Bulgare, Str. Doamnei no. 20.
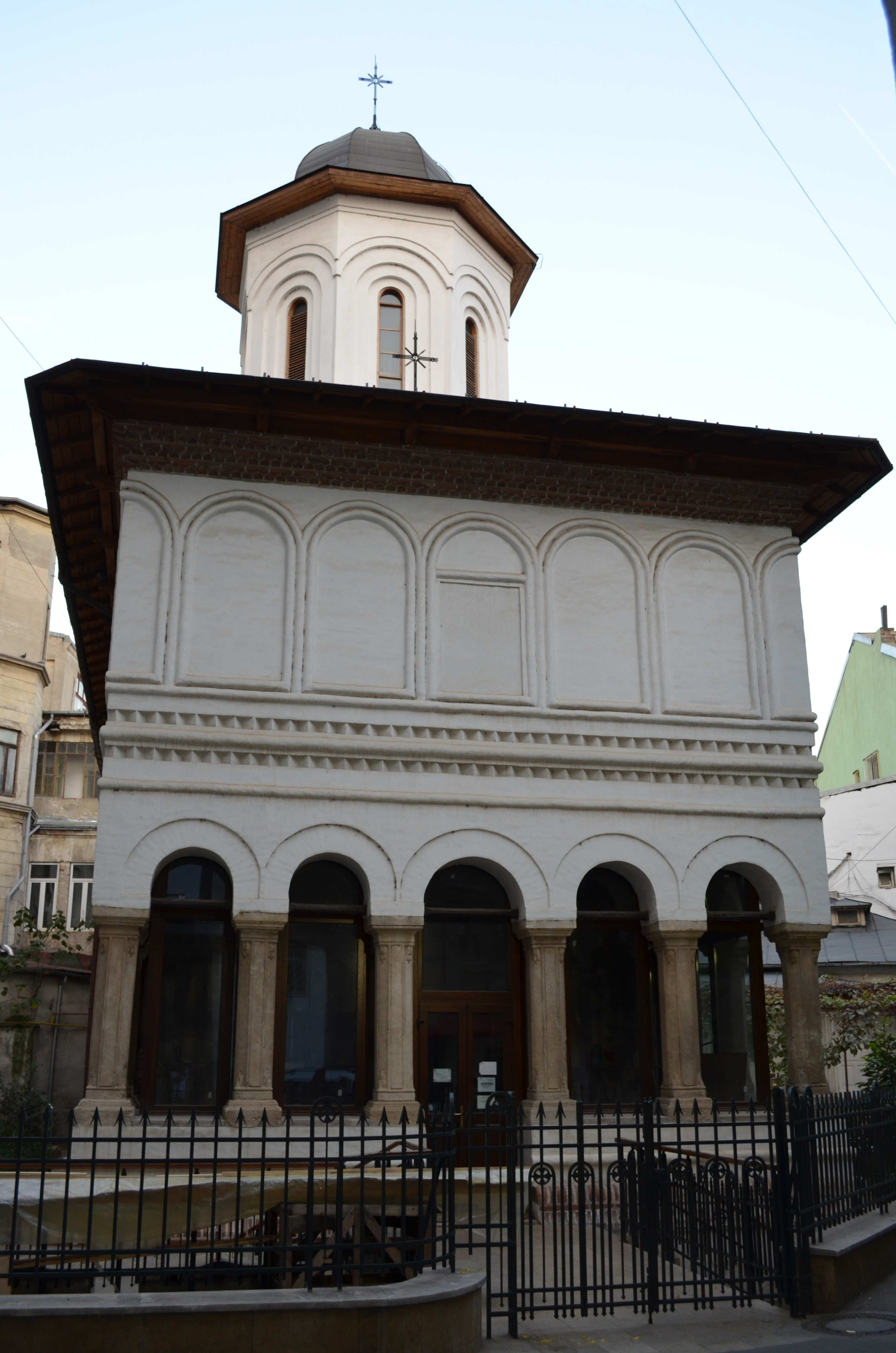
L'església dedicada a "L'entrada de la Mare de Déu a l'Església" des del carrer Biserica Doamnei.
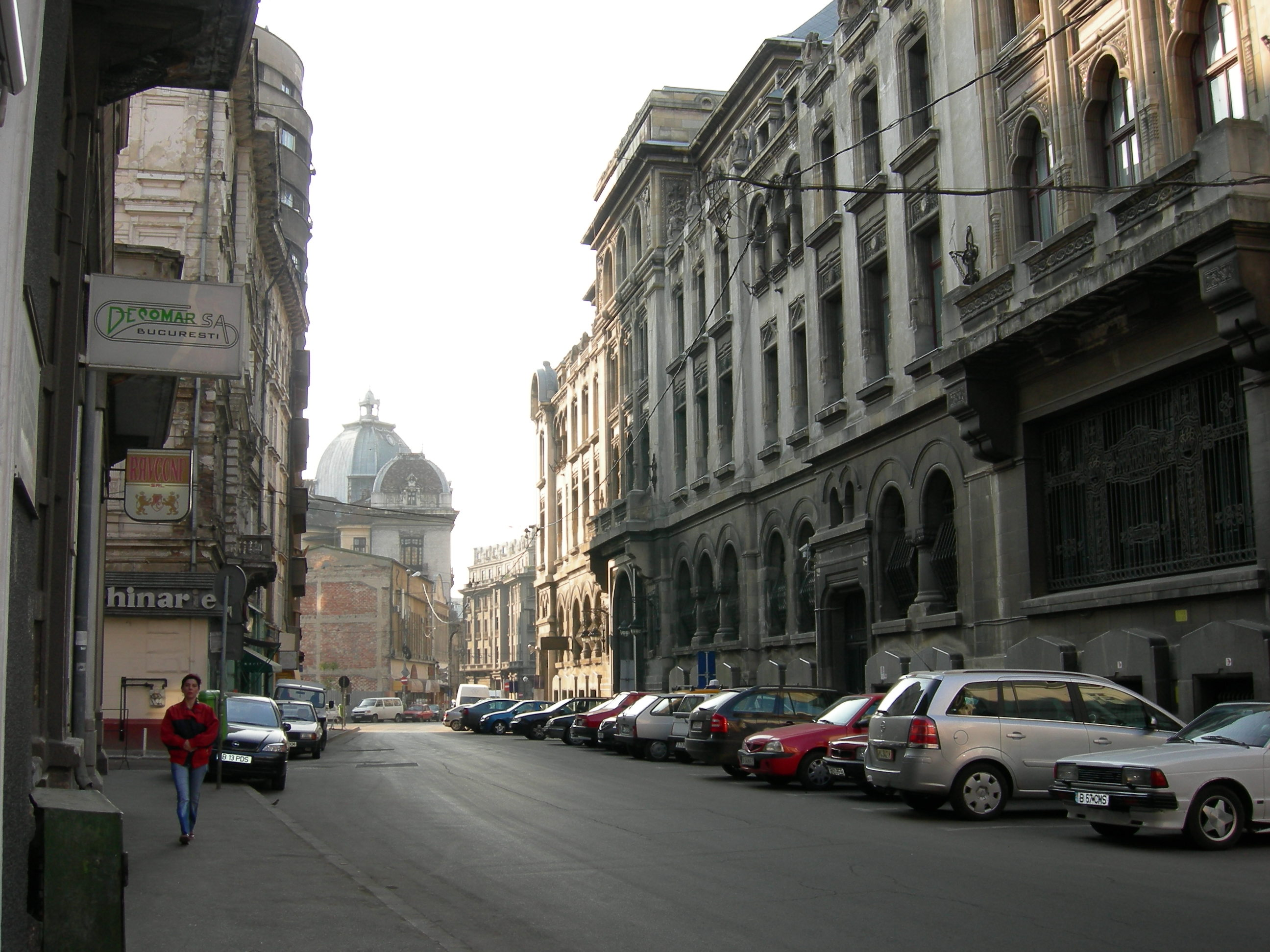
Antic banc Marmorosch Blank et Comp al carrer Doamnei